# Сент Џонс (Илиноис)
Сент Џонс (енгл. St. Johns) град је у америчкој савезној држави Илиноис.

## Демографија
По попису из 2010. године број становника је 219, што је 1 (0,5%) становника више него 2000. године.
| Група             | 2000.       | 2010.       |
| Белци             | 202 (92,7%) | 198 (90,4%) |
| Афроамериканци    | 6 (2,8%)    | 13 (5,9%)   |
| Азијати           | 2 (0,9%)    | 0 (0,0%)    |
| Хиспаноамериканци | 1 (0,5%)    | 1 (0,5%)    |
| Укупно            | 218         | 219         |